# Bellis sylvestris
A espécie Bellis sylvestris, designada pelos nomes populares de Margarida-do-monte e margarida-menor é uma planta vivaz, da família das asteráceas.

## Descrição
Apresenta uma roseta na base, com caule praticamente inexistente (por isso, considerada acaule por alguns autores) com folhas oblongo-ovadas ou oblongo-espatuladas, como se fosse uma colher (a base estreita-se como o cabo de uma colher), pecíolo curto e difícil de distinguir, com margem levemente serrada, de cor verde escura e trinérveas. Os pedúnculos das inflorescências são compridos e espessos, encimados por um receptáculo com forma cónica ou hemisférica que suporta o capítulo (flores num disco central, rodeadas de outras flores estéreis, vulgarmente e impropriamente chamadas de pétalas). A inflorescência, quando fecha, é envolvida por brácteas involucrais (algo semelhante a sépalas, que nas compostas aparecem modificadas, acima de cada ovário, formando um "papus", em cada uma das flores minúsculas - flósculos - reunidas no disco central) de forma oblonga-lanceolada. Os seus frutos são cipselas com pêlos (aplicado-pubescente) e, por vezes, com um pequeno apêndice com uma leve penugem (papilho).

## Distribuição geográfica
É espontânea na Europa, e muito vulgar em Portugal, especialmente em locais húmidos e sombrios.

## Espécies semelhantes
- Bellis perennis
- Bellis annua| Outros projetos Wikimedia também contêm material sobre este tema: |                            |
| Commons                                                           | Imagens e media no Commons |
| Wikispecies                                                       | Diretório no Wikispecies   |
- Commons
- Wikispecies